# Oospila imula
Oospila imula là một loài bướm đêm trong họ Geometridae.